# 川内鴻輝
川内 鴻輝（かわうち こうき、1992年9月8日 - ）は、日本の政治家、陸上競技選手。埼玉県久喜市議会議員（2期）。専門競技は長距離走・マラソン。株式会社K・Kスポーツ代表。川内三兄弟の三男で、長兄・川内優輝と、次兄・川内鮮輝の実弟。

## 経歴
実兄二人の影響で2歳から走り始め、花咲徳栄高等学校を経て、高崎経済大学地域政策学部へ進学。大学卒業後はモンテローザに就職。陸上部に所属していたが、2017年3月限りで廃部。
廃部をきっかけに株式会社K・Kスポーツを設立し、代表を務める。
2018年4月22日に行われた久喜市議会議員選挙に無所属で立候補し、6,309票を獲得し初当選。2期目の2022年では投票数4,015票で再選を果たす。
現在もマラソンを続けながら、久喜市で数多くの練習会を開催し、市民ランナーと触れ合っている。ランナー向けサブスク「ランナーズ+メンバーズ」の「330の会」のコーチも務める。

### マラソン成績
男子マラソン種目の主な実績に、2018年石垣島マラソン優勝、2017年サイパンマラソン準優勝、2016年福知山マラソン優勝、2015年壱岐の島ウルトラマラソン優勝、アンコールエンパイアマラソン優勝、2014年グアムインターナショナルマラソン優勝など。
2015年にカンボジアで開催されたアンコールエンパイアマラソンでは猫ひろしに10分差を付け優勝し、カンボジアにおけるフルマラソン国内最高記録保持者となった。